# Aharon Goldstein
Aharon Goldstein (hebrejsky: אהרן גולדשטיין, žil 19. prosince 1902 – 12. října 1976) byl izraelský politik a poslanec Knesetu za strany Liberální strana a Gachal.

## Biografie
Narodil se ve městě Zlatopol v Ruské říši (dnes Ukrajina). Vystudoval židovskou základní náboženskou školu a střední školu. V roce 1921 přesídlil do dnešního Izraele. Od roku 1933 provozoval stavební firmu. Patřil mezi zakladatele čtvrtě Borochov (dnes součást města Giv'atajim). Byl členem jednotek Hagana.

## Politická dráha
Angažoval se v hnutí hebrejských průkopníků a také působil v pracovních oddílech Gdud ha-avoda a ve stavebnictví. V roce 1952 byl zvolen předsedou Izraelské asociace stavebního průmyslu. Byl členem ústředního výboru Liberální strany.
V izraelském parlamentu zasedl poprvé po volbách v roce 1961, do nichž šel za Liberální stranu. Mandát ale získal až dodatečně, v listopadu 1963, jako náhradník. Stal se členem výboru pro ekonomické záležitosti a výboru práce. V průběhu volebního období přešel do širší pravicové formace Gachal. Opětovně byl zvolen, nyní už za Gachal, ve volbách v roce 1965. Byl členem výboru práce. Na kandidátce Gachal uspěl i ve volbách v roce 1969. Byl členem finančního výboru. Ve volbách v roce 1973 poslanecký mandát neobhájil.